# 8147-es mellékút (Magyarország)
A 8147-es számú mellékút egy közel 10 kilométer hosszú, négy számjegyű mellékút Komárom-Esztergom vármegye Komáromi járásában. Nagyigmándot köti össze Ács belvárosával.

## Nyomvonala
Nagyigmánd központjában indul, a 8136-os útból kiágazva, annak 20+600-as kilométerszelvénye közelében, nagyjából északi irányban. Ácsi utca néven húzódik a belterület északi széléig, amit nagyjából egy kilométer után ér el. 3,6 kilométer után, nyílt vonali szakaszon keresztezi a Székesfehérvár–Komárom-vasútvonal vágányait, majd északnyugati irányba fordul és kevéssel ezután átszeli Ács délkeleti határát. Itt elhalad a közeli szélerőműpark néhány turbinája mellett. 6,7 kilométer után, csomópont nélkül, felüljárón keresztezi az M1-es autópálya nyomvonalát, amely itt a 89+500-as kilométerszelvénye táján tart; a 9. kilométerétől pedig már ácsi belterületek között halad, Igmándi utca néven. Így is ér véget, beletorkollva a 8151-es útba, annak 1+800-as kilométerszelvénye közelében.
Teljes hossza, az országos közutak térképes nyilvántartását szolgáló kira.gov.hu adatbázisa szerint 9,926 kilométer.

## Települések az út mentén
- Nagyigmánd
- Ács